# Quitman County (Mississippi)
 For alternative betydninger, se Quitman County. (Se også artikler, som begynder med Quitman County)
Quitman County er et county i den amerikanske delstat Mississippi.
34°15′N 90°17′V / 34.25°N 90.29°V